# Melba (Idaho)
Pour les articles homonymes, voir Melba.
Melba est une ville américaine située dans le comté de Canyon en Idaho.

## Démographie
| 1940 | 1950 | 1960 | 1970 | 1980 | 1990 |
| ---- | ---- | ---- | ---- | ---- | ---- |
| 213  | 203  | 197  | 197  | 276  | 252  |

| 2000 | 2010 | - | - | - | - |
| ---- | ---- | - | - | - | - |
| 439  | 513  | - | - | - | - |

Selon le recensement de 2010, Melba compte 513 habitants. La municipalité s'étend sur 0,40 mille carré (1,04 km2), dont 0,39 mille carré (1,01 km2) de terres.